# Lima
Lima er hovedstad i Peru og samtidig landets største by med 9.943.800(2022) indbyggere. Lima er beliggende i provinsen af samme navn. Byen blev grundlagt 28. januar 1535 af Francisco Pizarro. I starten blev byen navngivet: 'Kongernes by' (spansk: Ciudad de los Reyes) fordi man på helligtrekongers dag besluttede, at byen skulle grundlægges. Universitetet i byen blev grundlagt i 1551.
I byen ligger også Plaza de Acho, der har eksisteret siden det 16. århundrede, og det er den ældste arena i hele Amerika.

## Geografi
Den geografiske beliggenhed ved den indflydelsesrige kolde Humboldtstrøm fra Antarktis har stor indflydelse på klimaet i Lima. Byens har høj luftfugtighed og ringe nedbør. Lima ligger lavt og er placeret i tropisk område. Den centrale kyst i Peru har en række mikroklimaer på grund placeringen ved kysten, og nærheden af bjergene samt landets tropiske placering. Lima har subtropisk klima med ørken og høj luftfugtighed på samme tid.
Den kolde Humboldtstrøm tæt på kysten køler det varme tropiske klima, der svarer til byens breddegrad. Resultatet er at Lima og den peruvianske kyst har tempereret klima, selv om byen er placeret i troperne. Systemet forhindrer ligeledes dannelsen af kumulusskyernes udvikling, så Lima har et ørken-klima med ringe nedbør.

### Klima
Limas klima er mildt subtropisk uden ekstrem varme eller kulde. Den gennemsnitlige årlige temperatur er 18,5 °C med en maksimalt årlig temperatur om sommeren på omkring 29 °C. Om sommeren: fra december til april, svinger temperaturen mellem 21 °C og 28 °C. Vinteren strækker sig fra medio juni til september med temperaturer mellem 12 °C og 19 °C; 8 °C er den laveste temperatur, der er registreret historisk. Forårs- og efterårsmånederne (september, oktober og maj) er milde med temperaturer mellem 23 °C og 17 °C.
Den relative luftfugtighed er meget høj (100%), hvilket fører til vedvarende tåge. Det er solrigt, varmt og fugtigt om sommeren (december-april) og diset og mildt om vinteren (juni-september). Der er næsten ingen nedbør. Det årlige gennemsnit er 7 mm, hvilket er det laveste nedbør i et storbyområde i verden. Lima har kun 1284 timer med solskin om året, 28,6 timer i juli og 179,1 timer i januar.

## Uddannelse
Landets største universitet, Universidad Nacional Mayor de San Marcos, er beliggende i byen og har omkring 40.000 indskrevne.